# Eupithecia sachalini
Eupithecia sachalini là một loài bướm đêm thuộc họ Geometridae. Loài này có ở Viễn đông Nga.